# Mater Terribilis
Mater Terribilis è un romanzo del 2002 di Valerio Evangelisti, facente parte della serie incentrata sull′Inquisitore Nicolas Eymerich.

## Trama
Cahors (Francia), 1362. Nicolas Eymerich, Inquisitore Generale del Regno d′Aragona, viene inviato in missione per investigare sulla morte di due suoi confratelli, e sulle strane condizioni in cui sono stati ritrovati i due cadaveri.
Gradualmente durante la sua indagine sarà testimone di prodigi: stormi di famelici cervi volanti, anomalie temporali, frati deformi e folli.
Tutti questi eventi sono legati ad un testo alchimistico, l′Aurora Consurgens, apocrifo attribuito a Tommaso d′Aquino, e alla figura della Mater Terribilis, incarnazione della femminilità ostile e distruttiva.
Nelle stesse terre, settant′anni dopo, si svolgeranno le vicende tragiche e gloriose di Giovanna d′Arco e Gilles de Rais durante la Guerra dei Cento Anni. 
Mentre nel XXI secolo, le armate di soldati Poliploidi appartenenti alla RACHE, e soldati Mosaici nei ranghi della Euroforce si massacrano, spronati da illusioni elettroniche demoniache.

## Edizioni
- Valerio Evangelisti, Mater Terribilis, Mondadori, 2003, ISBN 978-88-04-52114-3.